# セバスチャン・ナドット

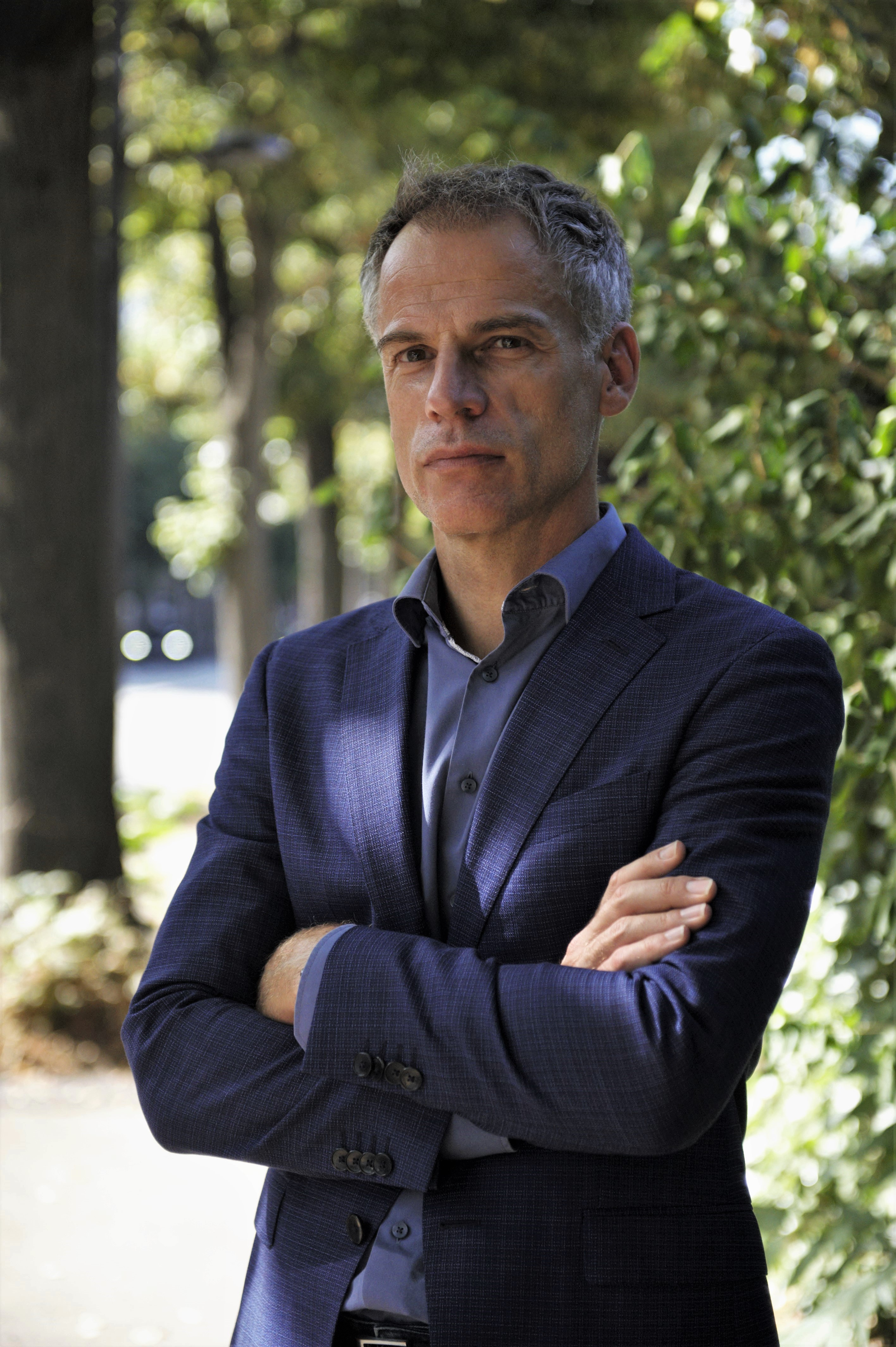
セバスティアン・ナドット

セバスチャン・ナドット（仏: Sébastien Nadot、1972年7月8日 - ）は、ジェール県のフルーランス出身のフランスの歴史家、作家、政治家、身体教育とスポーツの准教授、歴史博士。
2015年12月から2017年6月18日まで、Haute-Garonneの第10地区でMPに選出されたEESC（経済社会理事会）の雇用労働局の準会員である。ラ・フランコフォニー議会議事の議会議員でもある。サウジアラビアとアラブ首長国連邦が使用しているフランスの武器を売却し、日常的に民間人のイエメン人を爆撃することに反対している。 2018年2月23日のヤン・バートルズが発表したプログラムのテレビ番組『コティジャン』のインタビューを受けた。バプティスト・デ・モンティエ（Baptiste Des Montiers）のマイクでは、欧州議会の決議により既に請求されているように、民間人の集団で使用するペルシャ湾岸諸国への武器販売を中止するよう明確に求められている。
2018年4月6日、イエメンでの武器輸出許可に関するフランスの国際的な約束について、フランス議会への照会手続の開始を要求した。